# Brachyrhaphis terrabensis
 Brachyrhaphis terrabensis és un peix de la família dels pecílids i de l'ordre dels ciprinodontiformes.

## Morfologia
Els mascles poden assolir els 6 cm de longitud total.

## Distribució geogràfica
Es troba a Centreamèrica: des de Costa Rica fins a Panamà.